# داگ فرولاند
داگ فرولاند (انگلیسی: Dag Frøland; ۱۶ سپتامبر ۱۹۴۵ – ۲۶ ژانویهٔ ۲۰۱۰) کمدین، و خواننده اهل نروژ بود.